# Nacht (politiek)
In de politieke geschiedenis hebben enkele beroemde beslissingsmomenten 's nachts plaatsgevonden. Deze nachten worden doorgaans genoemd naar de politicus met de meest centrale rol.

## Nederland
Enkele politieke nachten uit de geschiedenis van de Nederlandse politiek:
- 20 op 21 december 1907: in de Nacht van Staal wist de minister van Oorlog zijn begroting door de Tweede Kamer te loodsen. De Eerste Kamer keurde die begroting evenwel af, wat leidde tot een kabinetscrisis over de oorlogsbegroting
- 10 en 11 november 1925: de Nacht van Kersten veroorzaakte de val van het eerste Kabinet-Colijn
- 13 op 14 oktober 1966, tot na 3.30 uur: de Nacht van Schmelzer bracht het kabinet-Cals ten val
- 18 op 19 mei 1999 tot na 1:30 uur: de Nacht van Wiegel in de Eerste Kamer veroorzaakte een crisis in het kabinet-Kok II
- de late avond van 22 maart 2005: de Nacht van Van Thijn in de Eerste Kamer maakte een eind aan het plan voor gekozen burgemeesters
- 1 april 2021: de Nacht van Rutte in de Tweede Kamer vlak na de verkiezingen van maart 2021 leidde tot een wantrouwen tussen partijen en de langste kabinetsformatie van 299 dagen.